# اسکندری برآفتاب
اسکندری برآفتاب، روستایی از توابع بخش مرکزی شهرستان فریدن در استان اصفهان ایران است.

## جمعیت
این روستا در دهستان زاینده‌رود شمالی قرار دارد و براساس سرشماری مرکز آمار ایران در سال ۱۳۸۵، جمعیت آن ۲٬۱۳۸ نفر (۵۱۹خانوار) بوده‌است. زبان مردم روستای اسکندری برآفتاب زبان ترکی می‌باشد.
دکتر محمود بهبودی متولد این روستا و یکی از اساتید مطرح ریاضی کشور با تخصص جبر و استاد فعلی دانشکده ریاضی دانشگاه صنعتی اصفهان است.